# Liga de Campeones Árabe 2000
La Liga de Campeones Árabe 2000 es la 16.ª edición de este torneo de fútbol a nivel de clubes del Mundo Árabe organizado por la UAFA y que contó con la participación de 17 equipos representantes de África del Norte, Medio Oriente y África del Este.
El CS Sfaxien de Túnez venció a Al-Jaish SC de Siria en la final jugada en Jeddah, Arabia Saudita para coronarse campeón del torneo por primera vez.

## Ronda Preliminar

### Zona 1
| Fecha   | Local         | Resultado | Visita        |
| ------- | ------------- | --------- | ------------- |
| 19/1/00 | Al Qadisiya   | 2-0       | Ittihad FC    |
| 20/1/00 | Al-Ahli Club  | 1-1       | Al-Nasr       |
| 20/1/00 | Al-Hilal FC   | 4-1       | Muharraq Club |
| 22/1/00 | Al-Nasr       | 0-2       | Al Qadisiya   |
| 22/1/00 | Ittihad FC    | 2-3       | Muharraq Club |
| 23/1/00 | Al-Ahli Club  | 0-4       | Al-Hilal FC   |
| 24/1/00 | Al Qadisiya   | 4-1       | Muharraq Club |
| 25/1/00 | Al-Nasr       | 1-4       | Al-Hilal FC   |
| 25/1/00 | Ittihad FC    | 2-1       | Al-Ahli Club  |
| 27/1/00 | Al-Nasr       | 2-0       | Ittihad FC    |
| 27/1/00 | Muharraq Club | 3-1       | Al-Ahli Club  |
| 28/1/00 | Al Qadisiya   | 0-0       | Al-Hilal FC   |
| 29/1/00 | Muharraq Club | 0-0       | Al-Nasr       |
| 30/1/00 | Al-Hilal FC   | 0-0       | Ittihad FC    |
| 30/1/00 | Al Qadisiya   | 2-0       | Al-Ahli Club  |

| Club           | G | E | P | GF | GC | Pts. |
| -------------- | - | - | - | -- | -- | ---- |
| Al Qadisiya    | 4 | 1 | 0 | 10 | 1  | 13   |
| Al-Hilal FC    | 3 | 2 | 0 | 12 | 2  | 11   |
| Muharraq Club1 | 2 | 1 | 2 | 8  | 11 | 7    |
| Al-Nasr        | 1 | 2 | 2 | 4  | 7  | 5    |
| Ittihad FC     | 1 | 1 | 3 | 4  | 8  | 4    |
| Al-Ahli Club   | 0 | 1 | 4 | 3  | 12 | 1    |

1- No era clasificatorio para los clubes de Arabia Saudita.

### Zona 2
| Fecha   | Local             | Resultado | Visita        |
| ------- | ----------------- | --------- | ------------- |
| 16/6/00 | Al-Hilal Omdurmán | 3-0       | Al-Ahli San'a |

El Al-Ahly de Egipto abandonó el torneo, por lo que el Al-Hilal Omdurmán de Sudán avanzó a la siguiente ronda.

### Zona 3
Se iba a jugar en Sfax, Túnez y originalmente iban a clasificar 2 equipos en la zona, pero a final de cuentas los tres clubes de la zona clasificaron a la siguiente ronda: CS Sfaxien de Túnez, KAC Marrakech de Marruecos y el CR Belouizdad de Argelia.

### Zona 4
Al-Faisaly de Jordania y Al-Jaish SC de Siria clasificaron a la siguiente ronda debido al retiro del Rafah Services de Palestina.

## Fase de grupos
Todos los partidos se jugaron en Jeddah, Arabia Saudita.

### Grupo A
| Club              | G | E | P | GF | GC | Pts. |
| ----------------- | - | - | - | -- | -- | ---- |
| Al-Ahli           | 4 | 0 | 0 | 10 | 2  | 12   |
| Al-Faisaly        | 3 | 0 | 1 | 11 | 5  | 9    |
| CR Belouizdad     | 1 | 1 | 2 | 10 | 10 | 4    |
| Al-Hilal Omdurmán | 1 | 0 | 3 | 5  | 14 | 3    |
| Al Qadisiya       | 0 | 1 | 3 | 5  | 10 | 1    |

| 21 de agosto de 2000 | Al-Ahli           | 2-1 | Al-Faisaly    | King Abdullah Sports City, Jeddah |  |
|                      | Al-Meshal 43' 54' |     | Al-Awadat 78' |                                   |  |

| 21 de agosto de 2000 | CR Belouizdad                              | 3-3 | Al-Qadsia                              | King Abdullah Sports City, Jeddah |  |
|                      | Talis 10' · Boutaleb 37' (pen.) 81' (pen.) |     | Al-Shammari 8' · Zblade 51' · Enad 68' |                                   |  |

| 23 de agosto de 2000 | Al-Qadsia    | 1-2 | Al-Faisaly                | King Abdullah Sports City, Jeddah |  |
|                      | Al-Anazi 14' |     | Abu-Abed 69' · Tadrus 72' |                                   |  |

| 23 de agosto de 2000 | Al-Ahli                                         | 4-0 | Al-Hilal | King Abdullah Sports City, Jeddah |  |
|                      | Al-Dosari 45' 46' · Gahwji 52' · Al-Zahrani 58' |     |          |                                   |  |

| 25 de agosto de 2000 | Al-Hilal                  | 3-0 | Al-Qadsia | King Abdullah Sports City, Jeddah |  |
|                      | Angidi 27' 29' · Zolo 57' |     |           |                                   |  |

| 25 de agosto de 2000 | Al-Faisaly                              | 3-2 | CR Belouizdad           | King Abdullah Sports City, Jeddah |  |
|                      | Saleem 20' · Tadrus 36' · Al-Sheikh 76' |     | Boutaleb 4' · Badji 73' |                                   |  |

| 27 de agosto de 2000 | CR Belouizdad                                                 | 5-2 | Al-Hilal                 | King Abdullah Sports City, Jeddah |  |
|                      | Ali Moussa 21' · Mezouar 69' 81' · Boutaleb 79' · Settara 86' |     | Tambal 49' · Al-Dhay 85' |                                   |  |

| 27 de agosto de 2000 | Al-Qadsia    | 1-2 | Al-Ahli                     | King Abdullah Sports City, Jeddah |  |
|                      | Al-Saeed 62' |     | Al-Dosari 27' · Shaleya 71' |                                   |  |

| 29 de agosto de 2000 | Al-Faisaly                                                           | 5-0 | Al-Hilal | King Abdullah Sports City, Jeddah |  |
|                      | Abu-Abed 7' · Tadrus 10' · Al-Sheikh 18' · Jihad 85' · Al-Shboul 89' |     |          |                                   |  |

| 29 de agosto de 2000 | Al-Ahli        | 2-0 | CR Belouizdad | King Abdullah Sports City, Jeddah |  |
|                      | Gahwji 58' 77' |     |               |                                   |  |

### Grupo B
El Al Shabab de Arabia Saudita abandonó el torneo.
| Club          | G                  | E                  | P                  | GF                 | GC                 | Pts.               |
| ------------- | ------------------ | ------------------ | ------------------ | ------------------ | ------------------ | ------------------ |
| Al-Jaish SC   | 2                  | 1                  | 0                  | 7                  | 1                  | 7                  |
| CS Sfaxien    | 1                  | 2                  | 0                  | 5                  | 1                  | 5                  |
| KAC Marrakech | 1                  | 1                  | 1                  | 2                  | 3                  | 4                  |
| Muharraq Club | 0                  | 0                  | 3                  | 1                  | 10                 | 0                  |
| Al Shabab     | Abandonó el Torneo | Abandonó el Torneo | Abandonó el Torneo | Abandonó el Torneo | Abandonó el Torneo | Abandonó el Torneo |

| 22 de agosto de 2000 | CS Sfaxien | 0-0 | Kawkab Marrakech | King Abdullah Sports City, Jeddah |  |
|                      |            |     | Atlas            |                                   |  |

| 24 de agosto de 2000 | Al-Jaish                                    | 4-0 | Al-Muharraq | King Abdullah Sports City, Jeddah |  |
|                      | Al-Sayed 51' 67' · Mohammed 81' · Azzam 85' |     |             |                                   |  |

| 26 de agosto de 2000 | Al-Muharraq     | 1-2 | Kawkab Marrakech               | King Abdullah Sports City, Jeddah |  |
|                      | Amer 90' (pen.) |     | Zebdi 31' · Atlas 90+3' (pen.) |                                   |  |

| 28 de agosto de 2000 | CS Sfaxien                                   | 4-0 | Al-Muharraq | King Abdullah Sports City, Jeddah |  |
|                      | Bouaziz 4' · N'Daye 45' 64' · Ben Khaled 56' |     |             |                                   |  |

| 28 de agosto de 2000 | Kawkab Marrakech | 0-2 | Al-Jaish                 | King Abdullah Sports City, Jeddah |  |
|                      |                  |     | Al-Sayed 34' · Azzam 79' |                                   |  |

| 30 de agosto de 2000 | CS Sfaxien     | 1-1 | Al-Jaish     | King Abdullah Sports City, Jeddah |  |
|                      | Ben Khaled 56' |     | Mohammed 81' |                                   |  |

## Fase final

### Semifinales
| 1 de septiembre de 2000 | Al-Jaish                 | 2-1 | Al-Faisaly    | King Abdullah Sports City, Jeddah |  |
|                         | Al-Sayed 10' · Azzam 18' |     | Al-Sheikh 88' |                                   |  |

| 1 de septiembre de 2000 | Al-Ahli       | 1-2 | CS Sfaxien                  | King Abdullah Sports City, Jeddah |  |
|                         | Al-Dosari 23' |     | Ben Khaled 9' · Souayah 80' |                                   |  |

### Final
| 3 de septiembre de 2000 | Al-Jaish   | 1-2 (t. s.) | CS Sfaxien                       | Prince Abdullah Al Faisal Stadium, Jeddah |  |
|                         | Hariri 61' |             | Bouaziz 59' · Kerdeih 96' (a.g.) |                                           |  |

## Campeón
| Liga de Campeones Árabe 2000 |
| ---------------------------- |
| Bandera de Túnez             |
| CS Sfaxien 1.er título       |